# بنفسج إصبعي
بنفسج إصبعي (الاسم العلمي:Viola dactyloides) هو نوع من النباتات يتبع جنس البنفسج من فصيلة البنفسجية.